# L'Hostal
L'Hostal és un poble típicament penedesenc i antiga quadra del municipi de Sant Jaume dels Domenys, Baix Penedès. Situat a la plana conreada als peus de les Bessones, unes muntanyes que pertanyen a la serra del Montmell, entre els torrents de Sant Marc i de Llobets.

## Descripció
Situat a ponent de Sant Jaume dels Domenys, a l'encreuament de la carretera que va de la Torregassa a Cornudella i la que porta a Llorenç del Penedès (municipi veí). És constituït per tres trams de carrers, l'Hostal de Dalt, l'Hostal del Mig i l'Hostal de Baix, i masies disseminades (la gran majoria habitades) com cal Pau, cal Fèlix, cal Turrell, can Pedro o la més coneguda, la masia Castell de Gimenelles, actualment reconvertida en un hotel rural d'alta qualitat, en perfecte estat de conservació. Del Castellvell de Giminells, situat més amunt de la masia Castell de Gimenelles, només en resten unes escasses runes, consistents en uns murs de pedra, d'aparell irregular, i la base d'una torre cilíndrica, feta amb pedra i fang, tot plegat de dimensions reduïdes. Hom creu que la masia Castell de Gimenelles va ser construïda amb les restes d'aquest castell, d'aquí el nom. A més, el topònim Giminells sembla venir del mot llatí geminelli, que significa bessons. Hom diu que aquests bessons poden correspondre a les dues muntanyes quasi simètriques que es troben a ponent del castell vell, Les Bessones. Al 2013 tenia 53h.

## Història
L'antiga quadra de Giminells és per alguns autors identificada amb els llocs de L'Hostal Nou (masia situada actualment al ara anomenat l'Hostal de Baix) i L'Hostal de Dalt. Els primers documents que parlen de Giminells, «les rendes de Giminells», daten del segle xiv. El fogatjament de 1365-1370, parla de la «quadra de Giminells» amb 15 focs, i diu que pertanyia a Bertran de Gallifa. Evidentment, es refereixen a l'antic castell i les seves terres, que formaven la Baronia de Giminells i Torregassa. El 1632 se cita Giminells explicant que la part civil depenia del baró i la criminal del rei.
Els senyors de la Baronia de Giminells i Torregassa eren els Busquets, que en la segona meitat del segle xviii varen entroncar amb els Vayreda, família olotina. L'últim baró de Giminells i Torregassa va ser Joaquim Vayreda i Vila (1843-1894), gran pintor català, fundador de l'Escola d'Olot i ponent de les Bases de Manresa. La seva vídua va vendre la propietat el 1904 a causa d'un deute de 45.000 ptes. que tenia Vayreda en morir, causat per un fallit negoci d'electricitat.

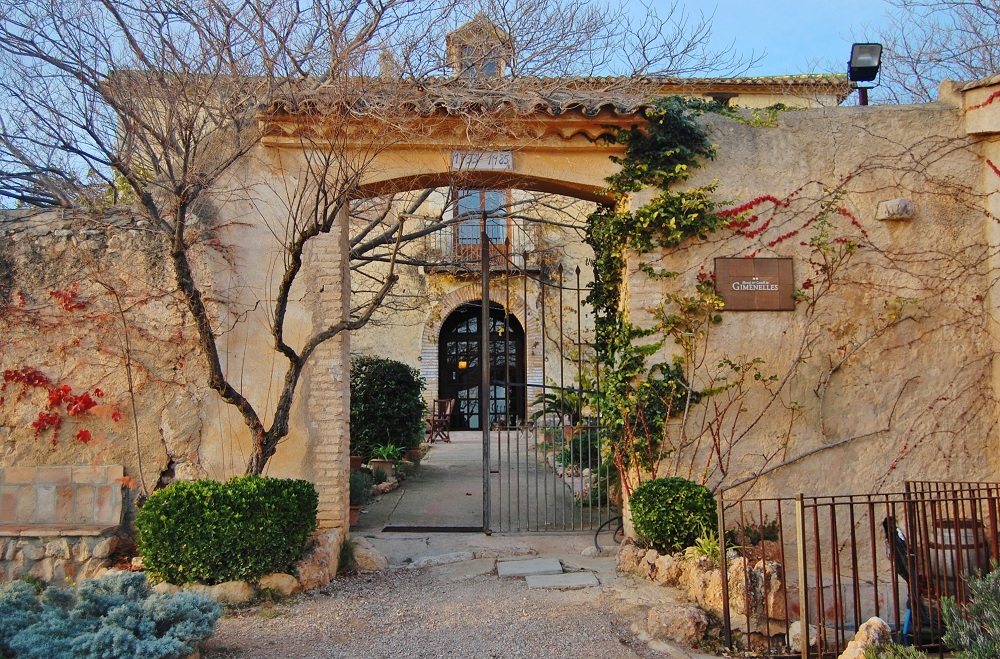
Masia del Castellnou

La masia del Castellnou de Giminells o Gimenelles, del segle xviii, està situada al damunt d'un petit turó a prop de l'Hostal de Dalt. Hom diu que es va edificar amb els enderrocs del castell vell (Castellvell de Giminells), i que finalment avui coneixem com a masia Castell de Gimenelles. La data de construcció és de 1733, data que es troba en diverses rajoles de la masia signades pel rajoler Duran.